# لاجوس ميل
لاجوس ميل هو مدرس ودبلوماسي وصحفي وسياسي مجري، ولد في 14 ديسمبر 1958 في دبرتسن في المجر. نشط حزبياً في LMP – Hungary's Green Party ‏. وقد انتخب قنصل عام ‏ (2014 – ) وانتخب عضو الجمعية الوطنية المجرية ‏.